# 래그왜건
래그왜건(Lagwagon)은 미국 캘리포니아주 골레타에서 결성된 펑크 록 밴드이다. 밴드의 이름은 투어를 열 때 타고 다니던 밴의 이름에서 유래되었다.
리드 보컬인 조이 케이프는 펑크 록 커버 밴드인 미 퍼스트 앤드 더 김미 김미스, 배드 어스트로넛의 멤버이기도 하다.

## 구성원
- 조이 케이프(Joey Cape) - 보컬
- 크리스 플리핀(Chris Flippin) - 기타
- 크리스 레스트(Chris Rest) - 기타
- 제시 버글리온(Jesse Buglione) - 베이스
- 데이브 론(Dave Raun) - 드럼

### 이전 멤버
- 숀 듀이(Shawn Dewey) - 기타(1990년 ~ 1997년)
- 데릭 플로어드(Derrick Plourde) - 드럼(1990년 ~ 1996년)
- 켄 스트링펠로(Ken Stringfellow) - 기타(1997년)

## 음반 목록

### 정규 음반
- 《Duh!》(1992년)
- 《Trashed》(1994년)
- 《Hoss》(1995년)
- 《Double Plaidinum》(1997년)
- 《Let's Talk About Feelings》(1998년)
- 《Blaze》(2003년)
- 《Resolve》(2005년)

### EP
- 《Tragic Vision b/w Angry Days》(1992년)
- 《A Feedbag of Truckstop Poetry》(2000년)

### 컴필레이션 음반
- 《Let's Talk About Leftovers》(2000년)

### 라이브 음반
- 《Live in a Dive》(2005년)